# Walter Rilla
Walter Wilhelm Karl Ernst Rilla (22 août 1894 à Neunkirchen (Sarre), 21 novembre 1980 à Rosenheim) est un acteur et écrivain allemand.
D'origine juive, il fuira l'Allemagne en 1934 pour la Grande-Bretagne avant d'y retourner après guerre. Il est le père du réalisateur Wolf Rilla.

## Filmographie
| - 1922 : Hanneles Himmelfahrt - 1923 : Tout pour l'or (Alles für Geld) de Reinhold Schünzel - 1924 : Les Finances du grand-duc (Die Finanzen des Großherzogs) - 1924 : Der Mönch von Santarem de Lothar Mendes - 1924 : L'Étoile du cirque (Der Sprung ins Leben) de Johannes Guter - 1924 : Die Puppe vom Lunapark - 1925 : Le Voyou (Die Prinzessin und der Geiger) - 1925 : Liebesfeuer - 1926 : Le Violoniste de Florence (Der Geiger von Florenz) de Paul Czinner - 1926 : Dürfen wir schweigen? - 1926 : La Carrière d'une midinette (Die Königin des Weltbades) - 1926 : Le Fiacre n° 13 de Michael Curtiz - 1927 : Die Bräutigame der Babette - 1927 : Die weiße Spinne - 1927 : Die geheime Macht - 1927 : Orientexpreß - 1928 : Princesse Olala (Prinzessin Olala) de Robert Land - 1929 : Die fidele Herrenpartie - 1929 : Ehe in Not - 1930 : Komm zu mir zum Rendezvous - 1930 : Namensheirat - 1930 : Zweierlei Moral - 1931 : Schachmatt - 1931 : Schatten der Manege - 1931 : Leichtsinnige Jugend - 1931 : 24 Stunden aus dem Leben einer Frau de Robert Land - 1933 : Hände aus dem Dunkel, d'Erich Waschneck - 1933 : Ein gewisser Herr Gran - 1933 : Abenteuer am Lido - 1933 : Der Jäger aus Kurpfalz - 1934 : Der Springer von Pontresina - 1934 : Le Mouron rouge (The Scarlet Pimpernel) - 1935 : Le Sultan rouge (Abdul the Damned) de Karl Grune - 1935 : Lady Windermeres Fächer - 1936 : Liebeserwachen - 1936 : Ein Lied klagt an - 1937 : La Reine Victoria (Victoria the Great) d'Herbert Wilcox - 1938 : Mollenard - 1938 : Sixty Glorious Years - 1939 : The Gang's All Here - 1939 : Black Eyes - 1939 : Hell's Cargo - 1940 : At the Villa Rose - 1943 : La Guerre dans l'ombre (The Adventures of Tartu) - 1944 : Candlelight in Algeria - 1944 : Mr. Emmanuel - 1946 : Lisbon Story - 1950 : La Salamandre d'or (Golden Salamander) - 1950 : Secret d'État (State Secret) | - 1950 : Shadow of the Eagle - 1950 : Son grand amour (My Daughter Joy) de Gregory Ratoff - 1951 : I'll Get You for This - 1951 : Senza bandiera - 1952 : Venetian Bird - 1953 : Aventures à Berlin (Desperate Moment) - 1953 : Star of India - 1954 : The Green Carnation - 1955 : Track the Man Down - 1956 : The Gamma People - 1957 : Les Confessions de Félix Krull (Bekenntnisse des Hochstaplers Felix Krull) - 1957 : Mademoiselle Scampolo (Scampolo) - 1958 : ...und nichts als die Wahrheit - 1959 : La Fille de Capri (For the First Time) de Rudolph Maté - 1959 : L'Amour, c'est mon métier (Die Wahrheit über Rosemarie) - 1960 : Der liebe Augustin - 1960 : Le Bal des adieux (Song Without End) - 1961 : Le Dernier Passage (The Secret Ways) - 1961 : Der Fälscher von London - 1961 : Scandale sur la Riviera (Riviera-Story) - 1961 : Unser Haus in Kamerun (de) - 1962 : Les Amours enchantées (The Wonderful World of the Brothers Grimm) - 1962 : Échec à la brigade criminelle (Das Testament des Dr. Mabuse) - 1962 : Les Bijoux du Pharaon (Cairo) - 1963 : Death Drums Along the River - 1963 : Mabuse attaque Scotland Yard (Scotland Yard jagt Dr. Mabuse) - 1964 : L'Attaque du fourgon postal (Zimmer 13) - 1964 : Kennwort: Reiher - 1964 : Victim Five (en) - 1964 : Docteur Mabuse et le Rayon de la mort (Die Todesstrahlen des Dr. Mabuse) - 1965 : Le Masque de Fu-Manchu (The Face of Fu Manchu) - 1965 : 4 Schlüssel - 1966 : Martin soldat - 1966 : Grieche sucht Griechin - 1966 : Un cercueil de diamants (Die Rechnung – eiskalt serviert) - 1967 : Le Dernier Jour de la colère (I giorni dell'ira) - 1968 : Detektive - 1969 : Sumuru, la cité sans hommes (Die sieben Männer der Sumuru) de Jesús Franco : Ennio Rossini - 1969 : Pepe, der Paukerschreck - 1971 : Le Diable vint d'Akasava (Der Teufel kam aus Akasava) - 1971 : Malpertuis - 1976 : Die Tannerhütte - 1977 : Unordnung und frühes Leid |

## Publications allemandes
- (Herausgeber): Die Erde. Politische und kulturpolitische Halbmonatsschrift. Band 1-2 [Jg. 1-2], 1919-1920. Reprint Nendeln, Kraus Reprint, 1970.
- Saat der Zeit. München: Kindler 1955.
- Ohnmacht des Herzens. Roman. A. d. Engl. vom Autor übertragen. München: Kindler 1956.
- Herrlich wie am ersten Tag. Muenchen: Kindler 1957.
- „ Politik, Revolution und Gewalt (hier als Walther Rilla) (Berlin, Erich Reiß, 1920, 1. Ausgabe (= Tribüne der Kunst und Zeit Bd. XXIV, Hg. Kasimir Edschmid)

## Source
- (de) Cet article est partiellement ou en totalité issu de l’article de Wikipédia en allemand intitulé « Walter Rilla » (voir la liste des auteurs).